# Jubelfest-Marsch
Der Jubelfest-Marsch ist ein Marsch von Johann Strauss Sohn (op. 396). Das Werk wurde am 10. Mai 1881 im Theater an der Wien in Wien erstmals aufgeführt.